# براندون فريدمان
براندون فريدمان (بالإنجليزية: Brandon Friedman)‏ هو كاتب أمريكي، ولد في 16 مارس 1978 في شريفبورت في الولايات المتحدة.